# Maria Anna od Jezusa z Paredes
Maria Anna od Jezusa z Paredes, hiszp. Santa Mariana de Jesús lub María Ana de Paredes Flores y Jaramillo (ur. 31 października 1618 w Quito, zm. 26 maja 1645 tamże) – ekwadorska święta Kościoła katolickiego; patronka Ekwadoru.

## Życiorys
Maria urodziła 31 października 1618 r. w Quito. Pochodziła z wielodzietnej rodziny. Kiedy miała 4 lata w 1622 roku zmarł jej ojciec Hieronim (oficer hiszpańskiego wojska), a w 1624 roku zmarła jej matka Anna (z pochodzenia kreolka). Trafiła wówczas pod opiekę swojej siostry, która miała córkę Joannę – rówieśniczkę Marii.
Od najmłodszych lat wyróżniała się wyjątkową pobożnością. Było to m.in. powodem pozwolenia Marii przyjęcia pierwszej komunii świętej w wieku 7 lat. W 1639 roku wstąpiła do trzeciego Zakonu św. Franciszka. Za zgodą przełożonej urządziła sobie celę, w której wiodła pokorne życie w modlitwie. Surowo pościła i zajmowała się chorymi, a niektóre z jej aktów miłosierdzia uznawano za cudowne.
Według wyznawców wiary katolickiej utrzymywała się przy życiu spożywając tylko Komunię świętą.
W 1645 roku jej rodzinnej miejscowości doszło do trzęsienia ziemi, a następnie wybuchły epidemie. Maria wówczas zaopiekowała się z chorymi i ofiarowała za nich swoje życie. Nazwano ją „lilią Quito”. Zmarła w opinii świętości, mając 27 lat – dwa miesiące od ofiarowania swojego życia za innych.
Została beatyfikowana przez papieża Piusa IX w 1853 roku, a kanonizowana przez papieża Piusa XII w 1950 roku. Parlament Ekwadoru ogłosił ją bohaterką narodową.